# United States Institute of Peace
L'Institut de Pau dels Estats Units, oficialment i en anglès United States Institute of Peace (USIP) és una institució federal nord-americana encarregada de promoure la resolució i la prevenció de conflictes a tot el món. Proporciona investigació, anàlisi i formació a persones en diplomàcia, mediació i altres mesures de construcció de pau.
Després d'anys de propostes per a una acadèmia nacional de pau, l'USIP es va establir el 1984 per una legislació del Congrés signada pel president Ronald Reagan. Oficialment no és partidista i és independent, només rep finançament mitjançant una apropiació del Congrés per evitar la influència externa. L'institut està governat per una junta directiva bipartidista amb 15 membres, que ha d'incloure el secretari de defensa, el secretari d'estat i el president de la Universitat de Defensa Nacional. Els 12 membres restants són nomenats pel president i confirmats pel Senat. La seu de l'institut es troba al barri Foggy Bottom de Washington, DC, a la cantonada nord-oest del National Mall, prop del Lincoln Memorial i el Vietnam Veterans Memorial.